# Mont Saint-Thomas
Le mont Saint-Thomas (en tamoul : புனித தோமையார் மலை (Punitha Thomaiyaar malai), également connu comme பரங்கி மலை (Paranki Malai), c'est-à-dire le « mont des Francs » ; en anglais : St. Thomas Mount) ou autrefois le Grand Mont (du portugais Monte Grande), est une colline rocheuse de 91 mètres de haut se trouvant dans le taluk de Pallavaram situé dans la banlieue sud-ouest de la ville de Chennai en Inde.  Étant le lieu présumé du martyre et de la mort de l’apôtre saint Thomas elle est devenue un  lieu de pèlerinage assidument fréquenté par les chrétiens de l’Inde. Une  petite église construite au XVIe siècle abrite une croix de Saint-Thomas, sculptée dans la pierre noire, qui date du VIe ou VIIe siècle.

## Histoire et patrimoine

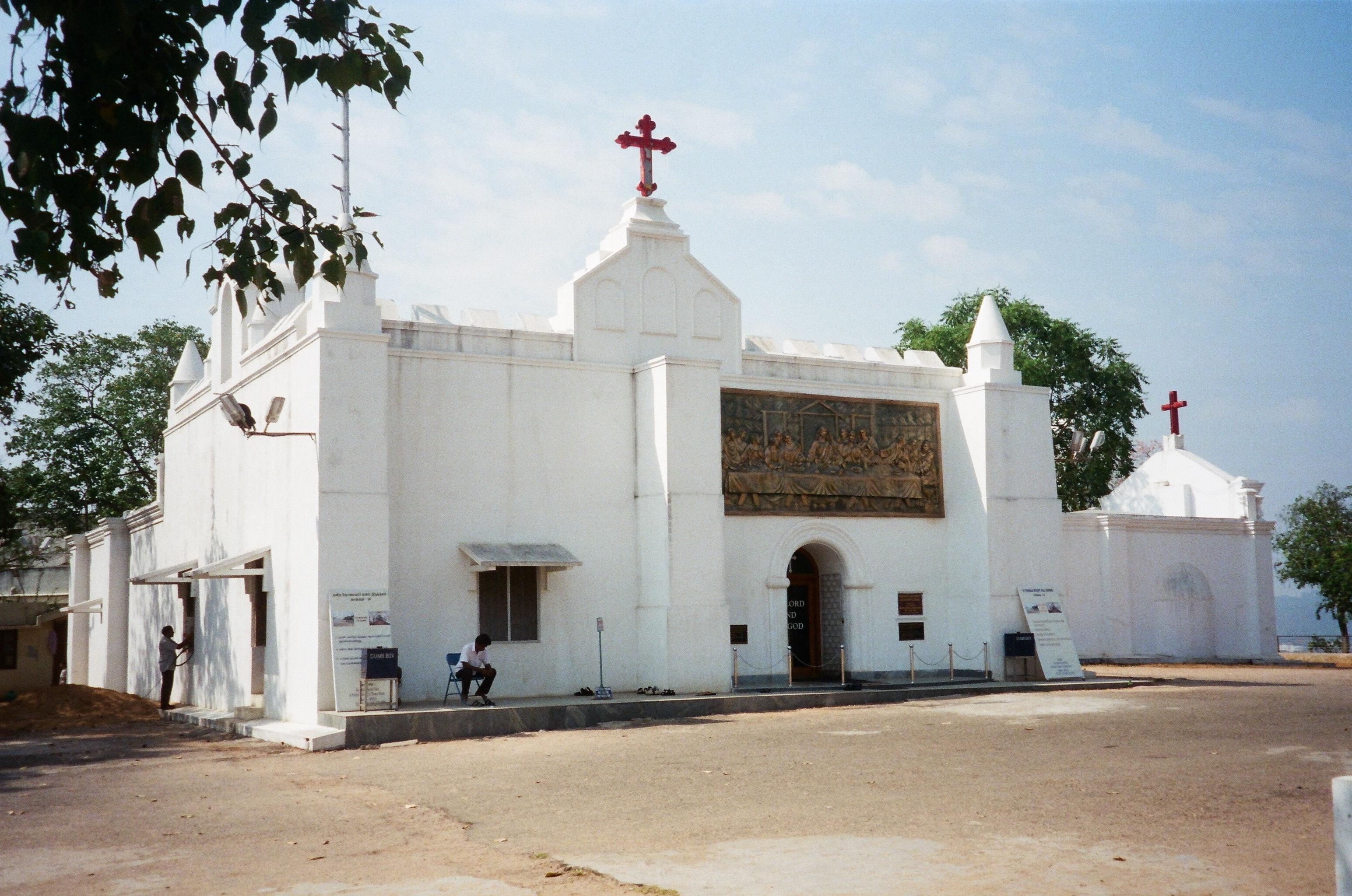
L'église au sommet du mont Saint-Thomas.

Un sanctuaire dédié à Notre-Dame-d’Espérance fut construit au sommet de la colline en 1523. L’église est de style colonial portugais mais des pierres tombales aux inscriptions en caractères arméniens qui s’y trouvent suggèrent une présence chrétienne arménienne plus ancienne. La tradition veut que l’autel de cette église ait été érigé à l’endroit même où l’apôtre saint Thomas aurait subi le martyre vers l’an 72.
Au-dessus de l’autel se trouve la plus ancienne croix de Saint-Thomas que l’on connaisse. Sculptée dans la pierre noire et entourée d’une inscription en palhevi, elle date du VIe ou VIIe siècle.
Sur un côté de la colline une étroite route monte et se termine en cul-de-sac à proximité de l’esplanade supérieure et du sanctuaire. Sur le versant nord, un portail en arc romain, portant la date de 1547, donne accès à un chemin, montant en 160 gradins de la base de la colline jusqu'à son sommet, le long duquel a été aménagé pour les pèlerins un chemin de croix de quatorze stations.
Lors de sa visite pastorale à Chennai, le 5 février 1986, le pape Jean-Paul II est monté au sommet du mont Saint-Thomas et a prié dans son église.

## Communications
Le mont Saint Thomas se trouve près de l’aéroport international de Chennai. Tout le quartier au pied de la colline (également dénommé St. Thomas Mount) est desservi par une gare de chemin de fer du même nom : St. Thomas Mount. Il est également à proximité des stations Alandur et Nanganallur Road du métro de Madras.